# کنوانسیون آفریقایی درباره حفاظت طبیعت و منابع طبیعی
کنوانسیون آفریقایی حفاظت از طبیعت و منابع طبیعی (که به عنوان کنوانسیون الجزایر نیز شناخته می‌شود) یک توافق‌نامه در سراسر قاره آفریقا است که در سال ۱۹۶۸ در کشور الجزایر امضا شد. این کنوانسیون جایگزین کنوانسیون مربوط به حفاظت جانوران و گیاهان در وضعیت طبیعی آنها در سال ۱۹۳۳ است و توسط کنوانسیون آفریقایی حفاظت از طبیعت و منابع طبیعی (بازبینی‌شده) که در سال ۲۰۰۳ در ماپوتو امضا شد و جایگزین شده‌است.